# Cyclotella
Genre
Cyclotella est un genre de la famille des Stephanodiscaceae, algues diatomées de l'embranchement des Bacillariophyta.

## Liste d'espèces
Selon AlgaeBase (13 août 2017) :
- Cyclotella actinocyclus (Ehrenberg) Kützing (Sans vérification)
- Cyclotella actinopleurata Clerici
- Cyclotella aegaea A.Economou-Amilli
- Cyclotella affinis Makarova & Genkal
- Cyclotella agassizensis Halkansson & Kling
- Cyclotella alchichicana Oliva, Lugo, Alcocer & Cantoral
- Cyclotella aliquantula Hohn & Hellermann
- Cyclotella alvarniensis (Wuthrich) Straub & Aboal
- Cyclotella ambigua Grunow
- Cyclotella areolata Hustedt
- Cyclotella armenica Loginova & Pirumova
- Cyclotella aspera  (Sans vérification)
- Cyclotella atmosphaerica Ralfs (Sans vérification)
- Cyclotella atomus Hustedt
- Cyclotella baltica (Grunow) H.Håkansson
- Cyclotella bastowii J.R.Carter
- Cyclotella berguisensis Ehrlich
- Cyclotella berolinensis Ehrenberg (Statut incertain)
- Cyclotella bifacialis Jurilj
- Cyclotella bituminosa Hustedt
- Cyclotella bodanica-comta (Ehrenberg) Kützing (Sans vérification)
- Cyclotella bomba Serieyssol
- Cyclotella bornata (Skvortzov) Flower (Sans vérification)
- Cyclotella castracanei Brun
- Cyclotella catenata (J.Brun) Bachmann (Statut incertain)
- Cyclotella cavita Stoermer & Kreis (Statut incertain)
- Cyclotella cavitata Tofilovska, S., Cvetkoska, A., Jovanovska, E., Ognjanova-Rumenova, N. & Z.Levkov
- Cyclotella ceylonica Holsinger
- Cyclotella chaetoceras Lemmermann
- Cyclotella choctawhatcheeana Prasad
- Cyclotella comata (Her.) Kützing (Sans vérification)
- Cyclotella convexa (Ehrenberg) Kutzing (Sans vérification)
- Cyclotella cornuta Kutzing (Sans vérification)
- Cyclotella corona V.V.Mukhina
- Cyclotella coscinodiscus Kützing (Sans vérification)
- Cyclotella crassa Tynni
- Cyclotella cryptica Reimann, J.C.Lewin & Guillard
- Cyclotella cubiculata E.A.Sar, I.Sunesen & A.S.Lavigne
- Cyclotella curvistriata Chen & Zhu
- Cyclotella dahurica M. Kachaeva (Sans vérification)
- Cyclotella delicatissima J.R.Carter
- Cyclotella dendrochaera Ralfs (Sans vérification)
- Cyclotella denticulata Kützing (Sans vérification)
- Cyclotella desikacharyi A.K.S.K.Prasad
- Cyclotella discostelliformica Kociolek & Khursevich
- Cyclotella distincta Khursevich
- Cyclotella distinguenda Hustedt (espèce type)
- Cyclotella dives (Ehrenberg) Kützing (Sans vérification)
- Cyclotella dubia Hilse
- Cyclotella elgeri Hustedt
- Cyclotella exigua H.Håkansson
- Cyclotella facetia Hohn & Hellerm.
- Cyclotella florida Voight
- Cyclotella fourtanierae Kociolek
- Cyclotella gamma Sovereign
- Cyclotella glomerata H.Bachmann
- Cyclotella graeca (Kützing) Ralfs
- Cyclotella hilseana Rabenhorst (Statut incertain)
- Cyclotella hubeiana Chen & Zhu
- Cyclotella idahica Khursevich & Kociolek
- Cyclotella iridioides Manguin ex Kociolek & Reviers
- Cyclotella iris Brun & Héribaud-Joseph
- Cyclotella iwatensis H.Tanaka
- Cyclotella jonesii R.B.McLaughlin
- Cyclotella kansasensis G.D.Hanna
- Cyclotella kansasica Hanna
- Cyclotella katiana S.Sala & J.J.Ramírez
- Cyclotella kinea A.Economou-Amilli
- Cyclotella kohsakaensis Tanaka & Kobayasi
- Cyclotella krammeri Håkansson
- Cyclotella kuetzingiana Chauvin (Statut incertain)
- Cyclotella lacus-karluki Manguin ex Kociolek & Reviers
- Cyclotella lemanensis (Otto Müller) Lemmerman
- Cyclotella ligata Manguin
- Cyclotella litoralis Lange & Syvertsen
- Cyclotella lucernensis Bachmann
- Cyclotella mahoodii Kociolek & Khursevich
- Cyclotella mammilla Kützing (Sans vérification)
- Cyclotella marginata Castracane (Statut incertain)
- Cyclotella marina (Tanimura Nagumo & Kato) Aké-Castillo, Okolodkov & Ector
- Cyclotella mascarenica R.Klee, V.Houk & S.Bielsa
- Cyclotella maxima Kützing
- Cyclotella meduanae H.Germain
- Cyclotella melosiroides (Kirchner) Lemmermann
- Cyclotella meneghiniana Kützing
- Cyclotella mesoleia (Grunow) Houk, Klee & H.Tanaka
- Cyclotella minima Barber & Carter
- Cyclotella multipunctata K.K.Serieyssol
- Cyclotella neocaledonica Manguin ex Kociolek & Reviers
- Cyclotella nevadica Khursevich & Kociolek
- Cyclotella nimuensis Huang (Sans vérification)
- Cyclotella obliquata Qui & Yang (Sans vérification)
- Cyclotella orientalis J.H.Lee, J.Chung & T.Gotoh
- Cyclotella ornata (Skvortzov) Flower (Sans vérification)
- Cyclotella pantanelliana Castracane
- Cyclotella papillosa O'Meara
- Cyclotella paradistinguenda Katrantsiotis & Risberg
- Cyclotella paucipunctata Grunow
- Cyclotella perforata Héribaud-Joseph
- Cyclotella peruana Kützing (Sans vérification)
- Cyclotella physoplea Kützing (Sans vérification)
- Cyclotella picta Kützing (Sans vérification)
- Cyclotella pingualuitii Black & Edlund (Sans vérification)
- Cyclotella planctonica Brunnthaler
- Cyclotella planktonica Brunnth.
- Cyclotella pliostelligera Tanaka & Nagumo
- Cyclotella plitvicensis Hustedt
- Cyclotella praekinea A.Economou-Amilli
- Cyclotella praekuetzingiana V.V.Mukhina
- Cyclotella pratii Toman
- Cyclotella proshkinae A.P.Jousé & V.V.Mukhina
- Cyclotella pseudokansasica Khursevich & Kociolek
- Cyclotella pseudonana T.P.Chang (Sans vérification)
- Cyclotella pseudostelligera Hustedt
- Cyclotella pumila Grunow
- Cyclotella quadriiuncta (Schroeter) Hustedt (Sans vérification)
- Cyclotella quillensis L.W.Bailey
- Cyclotella radiosa (Grunow) Lemmermann
- Cyclotella scaldensis Muylaert & Sabbe
- Cyclotella seratula Hohn & Hellerman (Sans vérification)
- Cyclotella sevillana Deby
- Cyclotella sexpunctata Deby
- Cyclotella shengxianensis Huang in Huang & Cai Xie & Qi (Sans vérification)
- Cyclotella sibirica Skabichevskij
- Cyclotella skadariensis Jerkovic (Sans vérification)
- Cyclotella sollevata Tofilovska, S., Cvetkoska, A., Jovanovska, E., Ognjanova-Rumenova, N. & Z.Levkov
- Cyclotella spinosa Schum.
- Cyclotella stengella Prescott (Sans vérification)
- Cyclotella stipata Frenguelli
- Cyclotella stoermeri Khursevich & Kociolek
- Cyclotella striata (Kützing) Grunow
- Cyclotella strisignata Grunow
- Cyclotella stylorum Brightwell
- Cyclotella substelligera H.P.Gandhi
- Cyclotella substylorum Archibald
- Cyclotella sudanensis (R.F.Bastow) G.Reid & D.M.Williams
- Cyclotella temperei M.Perag.& Hérib.
- Cyclotella terryana Tempère & Peragallo
- Cyclotella texta H.Håkansson & R.Ross
- Cyclotella tuantianensis Huang (Sans vérification)
- Cyclotella tuberculata Makarova & Loginova
- Cyclotella tubulosa Khursevich & Kociolek
- Cyclotella undata Kützing (Sans vérification)
- Cyclotella undulata Bodeanu (Sans vérification)
- Cyclotella undulata Harting (Sans vérification)
- Cyclotella unipunctata Haakansson & Carter
- Cyclotella utahensis C.L.Graeff, J.P.Kociolek & S.R.Rushford
- Cyclotella verrucosa Jerkovic & Cado
- Cyclotella vorticosa A.Berg
- Cyclotella woltereckii Hustedt
- Cyclotella wuerthrichiana Druart & Straub
- Cyclotella wulfiae B.Meyer & H.Håkansson
- Cyclotella xizangensis Huang (Sans vérification)

Selon World Register of Marine Species (13 août 2017) :
- Cyclotella abnormis Cleve-Euler, 1915
- Cyclotella actinocyclus (Ehrenberg) Kützing, 1849
- Cyclotella actinopleurata E. Clerici, 1907
- Cyclotella affinis Grunow in Möller
- Cyclotella afrerensis Gasse, 1974
- Cyclotella africana Rabenhorst, 1855
- Cyclotella agassizensis Håkansson & Kling, 1994
- Cyclotella alchichicana Olivia, Lugo, Alocer & Cantoral-Uriza, 2006
- Cyclotella aliquantula Hohn & Hellermann, 1963
- Cyclotella alvarniensis (Wuthrich) Straub & Aboal, 1992
- Cyclotella americana (Ehrenberg) Kützing, 1849
- Cyclotella americana Schmidt in Schmidt & al., 1900
- Cyclotella andancensis Ehrlich, 1967
- Cyclotella annulata Suringar, 1870
- Cyclotella anomala K.E. Lohman, 1957
- Cyclotella antiqua W.Smith, 1853
- Cyclotella arctica Genkal & Kharitonov, 1996
- Cyclotella areolata Hustedt, 1935
- Cyclotella armenica Loginova & Pirumova in Loginova, Aleshinskaya & Pirumova, 1990
- Cyclotella asiatica Brun in Brun & Tempère, 1889
- Cyclotella asperula Marsson, 1901
- Cyclotella asterocostata Lin, Xie & Cai, 1985
- Cyclotella asterolampra Lauby, 1910
- Cyclotella atlantica (Ehrenberg) Ralfs in Pritchard, 1861
- Cyclotella atmosphaerica Ralfs
- Cyclotella atomoides Marvan in Kubicek, Marvan & Zelinka, 1958
- Cyclotella atomus Hustedt, 1937
- Cyclotella austriaca (M.Peragallo, Handmann & Schiedler) Hustedt, 1948
- Cyclotella azigzensis R.J.Flower, F.Gasse & H.Håkansson, 1990
- Cyclotella bachmannii Meister, 1912
- Cyclotella baicalensis Skvortzov, 1927
- Cyclotella baikalensis Skvortzov & Meyer, 1928
- Cyclotella balatonis Pantocsek, 1901
- Cyclotella bastowii J.R.Carter, 1961 †
- Cyclotella bavarica Klee, Schmidt & Muller, 1993
- Cyclotella bella Schmidt, 1874
- Cyclotella berguisensis Ehrlich, 1969
- Cyclotella bifacialis Jurilj, 1954
- Cyclotella bisymmetrica Loseva, 1983
- Cyclotella bituminosa Hustedt, 1952
- Cyclotella bodanica Eulenstein ex Grunow, 1878
- Cyclotella bomba Serieyssol, 1981
- Cyclotella bornata (Skvortzov) Flower, 1993
- Cyclotella calae Azpeitia, 1911
- Cyclotella californica Grunow ex Cleve & Möller, 1879
- Cyclotella cantalense (Héribaud) Mills, 1933
- Cyclotella carconensis Eulenstein ms. Grunow, 1878
- Cyclotella castracanei Eulenstein ex Fricke in Schmidt & al., 1901
- Cyclotella castracanei Eulenstein ms in Rattray, 1890
- Cyclotella castracani Brun, 1891
- Cyclotella castracaniensis Eulenstein in H.L. Smith, 1874
- Cyclotella catenata (J.Brun) Bachmann, 1911
- Cyclotella cavita Stoermer & Kreis, 1978
- Cyclotella cesatii Castracane, 1866
- Cyclotella ceylonica Holsinger, 1955
- Cyclotella chaetoceras Lemmermann, 1900
- Cyclotella chantaica Kuzmina & Genkal in Genkal & Kuzmina, 1989
- Cyclotella charetoni
- Cyclotella choctawhatcheeana Prasad, 1990
- Cyclotella cistula
- Cyclotella cleve-euleriana Palik, 1958
- Cyclotella cocconeiformis (Cleve) Amossé, 1969
- Cyclotella comensis Grunow, 1882
- Cyclotella comta (Ehrenberg) Kützing, 1849
- Cyclotella comta (Grunow) Skabichevskii, 1960
- Cyclotella comta (K. Meyer) Skabichevskii, 1960
- Cyclotella comta (Schroter) Skabichevskii, 1960
- Cyclotella comta Fricke in Schmidt & al., 1900
- Cyclotella comta Skabichevskii, 1960
- Cyclotella comtaeformica G.K. Khursevich in Khursevich & al., 2001
- Cyclotella concentrica Meneghini, 1845
- Cyclotella convexa Bodeanu, 1976
- Cyclotella corona Mukhina, 1978
- Cyclotella coscinodiscus Kützing
- Cyclotella costei Druart & Straub, 1988
- Cyclotella crassilineata Mann, 1925
- Cyclotella cretica John & Economou-Amilli, 1990
- Cyclotella cruciata Pantocsek, 1902
- Cyclotella crucigera Pantocsek, 1902
- Cyclotella cryptica Reimann, Lewin & Guillard, 1963
- Cyclotella cubiculata
- Cyclotella curvistriata Chen & Zhu, 1985
- Cyclotella cyclopuncta Håkansson & J.R.Carter, 1990
- Cyclotella dahurica M. Kachaeva, 1973
- Cyclotella deflandrei Ehrlich, 1968
- Cyclotella delicatissima J.R.Carter, J.R.Carter & Bailey-Watts, 1981
- Cyclotella delicatula Genkal, 1994
- Cyclotella delicatula Hustedt, 1952
- Cyclotella dendochaera (Ehrenberg) Ralfs in Pritchard, 1861
- Cyclotella denticulata Kützing
- Cyclotella desikacharyi A.K.S.K.Prasad, 2006
- Cyclotella discostelliformica J.P.Kociolek & G.K.Khursevich, 2013 †
- Cyclotella distincta G.K. Khursevich in Khursevich & al., 2001
- Cyclotella distinguenda Hustedt, 1928
- Cyclotella dives (Ehrenberg) Kützing, 1849
- Cyclotella elgeri Hustedt, 1952
- Cyclotella elliptica Brebisson ex W. Smith Collection
- Cyclotella elymaea Economou-Amilli, 1991
- Cyclotella estonica Laugaste & Genkal in Genkal & Laugaste, 1985
- Cyclotella exigua Håkansson, 1996
- Cyclotella facetia Hohn & Hellerman, 1963
- Cyclotella ferrazae Cholnoky, 1968
- Cyclotella fimbriata Castracane, 1886
- Cyclotella flammea Pantocsek, 1912
- Cyclotella florida Voight, 1942
- Cyclotella fottii Hustedt, 1942
- Cyclotella frigida Cleve-Euler, 1951
- Cyclotella furcigera Nygaard, 1956
- Cyclotella gamma Sovereign, 1963
- Cyclotella gigantea A.M. Edwards, 1905
- Cyclotella glabriuscula (Grunow) Håkansson, 1988
- Cyclotella glomerata H.Bachmann, 1911
- Cyclotella gothica Cleve-Euler in Sundelin, 1917
- Cyclotella gothica Cleve-Euler, 1951
- Cyclotella gracilis Nikiteeva & Likhoshway, 1994
- Cyclotella gracillima Ermolaeva, 1959
- Cyclotella graeca (Kützing) Ralfs
- Cyclotella granulata Kulumbaeva & Genkal in Genkal & Kulumbaeva, 1990
- Cyclotella granulosa Grunow in Van Heurck, 1882
- Cyclotella grossestriata
- Cyclotella guignardii Héribaud, 1903
- Cyclotella hannae Kanaya, 1957
- Cyclotella hannaites VanLandingham, 1968
- Cyclotella hauckii Grunow in Van Heurck, 1882
- Cyclotella hellae Chang & Steinberg, 1989
- Cyclotella helvetica Kubler in Forel, 1874
- Cyclotella hinganica Skvortzov, 1976
- Cyclotella hispalensis Fricke in Schmidt & al., 1900
- Cyclotella hispanica K.T.Kiss, E.Hegewald & ?.cs
- Cyclotella hongkongensis Skvortzov, 1975
- Cyclotella horstii S.Genkal & M.Kulikovskiy, 2012
- Cyclotella hubeiana Chen & Zhu, 1985
- Cyclotella hustedtii Jurilj, 1954
- Cyclotella hyalina Colditz, 1914
- Cyclotella idahica G.K.Khursevich & J.P.Kociolek, 2013 †
- Cyclotella inmaculata Tamayo, 1908
- Cyclotella insolita Hagelstein, 1939
- Cyclotella iranica T.Nejadsattari, S.Kheiri, S.Spaulding & M.Edlund, 2013
- Cyclotella iridioides Manguin ex Kociolek & Reviers, 1996
- Cyclotella iris Brun & Héribaud-Joseph
- Cyclotella irregularis Grunow, 1884
- Cyclotella iwatensis H.Tanaka, 2012 †
- Cyclotella iyengaria Rao & Awasthi, 1963
- Cyclotella jonesii McLaughlin, 1992
- Cyclotella jurilji Skvortzow, 1971
- Cyclotella juriljii Racki, 1975
- Cyclotella kansasensis G.D.Hanna, 1932 †
- Cyclotella kansasica Hanna, 1932 †
- Cyclotella karena Loginova, 1991
- Cyclotella kathmanduensis Hayashi, 2007 †
- Cyclotella katiana S.Sala & J.J.Ramírez, 2008
- Cyclotella kelloggii Hanna, 1932
- Cyclotella keutzingiana
- Cyclotella kisselevii O.Korotkevich, 1959
- Cyclotella kohsakaensis H. Tanaka & H. Kobayasi, 1996
- Cyclotella krammeri Håkansson, 1990
- Cyclotella kuetzingiana (Skvortzow) Skabichevskii, 1960
- Cyclotella kuetzingiana Thwaites, 1848
- Cyclotella kuetzingiana W. Smith, 1853
- Cyclotella kuetzingii Kisselev, 1924
- Cyclotella kuetzingina
- Cyclotella kurdica Håk., 1993
- Cyclotella kutzingiana
- Cyclotella kützingiana Chauvin in A. Schmidt, 1900
- Cyclotella lacunarum Hustedt, 1922
- Cyclotella lacus-karluki Manguin ex Kociolek & Reviers, 1996
- Cyclotella lacuskarluki E. Manguin, 1960
- Cyclotella lacustris Bolochontzev, 1910
- Cyclotella ladogensis Cleve-Euler, 1951
- Cyclotella laevissima Van Goor, 1920
- Cyclotella lemanensis (Otto Müller) Lemmerman, 1900
- Cyclotella lenoblei E. Manguin, 1949
- Cyclotella ligustica Kützing, 1844
- Cyclotella lineata
- Cyclotella litoralis Lange & Syvertsen, 1989
- Cyclotella lossevae Loginova, 1991
- Cyclotella lucens (Hustedt) Simonsen, 1987
- Cyclotella lundii Devlin, 1983
- Cyclotella major (Kützing) Rabenhorst, 1863
- Cyclotella major Kützing
- Cyclotella mammilla Kützing
- Cyclotella manguini Ehrlich, 1967
- Cyclotella marginata Castracane, 1880
- Cyclotella mascarenica R. Klee, V. Houk & S. Bielsa, 2000
- Cyclotella mauchaiana Palik, 1958
- Cyclotella mauchaiana Palik, 1961
- Cyclotella maxima Kützing, 1844
- Cyclotella meduanae Germain, 1981
- Cyclotella melnikiae S.I. Genkal & N.A. Bondarenko, 2010
- Cyclotella melosiriodes
- Cyclotella melosiroides (Kirchner) Lemmermann, 1900
- Cyclotella meneghiniana Kützing, 1844
- Cyclotella metochia N.Ognjanova-Rumenova, 2014 †
- Cyclotella michiganiana Skvortzov, 1937
- Cyclotella minuscula (Jurilj) A.Cvetkoska, 2014
- Cyclotella minuta (Skvortzov) Antipova, 1956
- Cyclotella minutissima
- Cyclotella miyiensis Qi & Yang, 1985 †
- Cyclotella multipunctata Serieyssol, 1993
- Cyclotella naegelii Meneghini, 1845 (1853)
- Cyclotella narochanica S.I. Genkal & T.M. Mikheeva, 2006
- Cyclotella neocaledonica Manguin ex Kociolek & Reviers, 1996
- Cyclotella norochanica S.I. Genkal & T.M. Mikheeva, 2006
- Cyclotella notata Losseva, 1980
- Cyclotella nuda Hajós, 1968
- Cyclotella obliquata Qi & Yang, 1985 †
- Cyclotella ocellata Pantocsek, 1901
- Cyclotella ocellata-kuetzingiana Stoermer & Kreis, 1978
- Cyclotella oligactis Ralfs
- Cyclotella omarensis (Kuptzova) Losera & Makarova, 1977
- Cyclotella operculata (C.Agardh) Brébisson, 1838
- Cyclotella operculata sensu Hantzsch in Rabenhorst, 1861-1879
- Cyclotella oregonica J.P. Kociolek & G.K. Khursevich in Khursevich & Kociolek, 2008
- Cyclotella orientalis Lee, Chung & Gotoh, 1995
- Cyclotella ovalis Brebisson in Brebisson & Godey, 1838
- Cyclotella ovalis Fricke in Schmidt & al., 1906
- Cyclotella ovata Tynni, 1982
- Cyclotella palustris S.I. Genkal & M.S. Kulikovskiy, 2005
- Cyclotella pamirensis Kisselev, 1957
- Cyclotella pantanelli (Castracane) Fricke in Schmidt & al., 1900
- Cyclotella pantanelliana Castracane, 1886
- Cyclotella papillosa O'Meara, 1875
- Cyclotella paraocellata A.Cvetkoska, P.B.Hamilton, N.Ognjanova-Rumenova & Z.Levkov, 2014
- Cyclotella parvula Loginova, 1987
- Cyclotella patagonica (Ehrenberg) Kützing, 1849
- Cyclotella paucipunctata Grunow
- Cyclotella pelagica Grunow in Van Heurck, 1882
- Cyclotella perforata Héribaud, 1903
- Cyclotella pertenuis J.W. Bailey, 1856
- Cyclotella peruana Kützing
- Cyclotella physoplea Kützing
- Cyclotella picta Kützing
- Cyclotella planctonica Brunnthaler, 1901
- Cyclotella pliostelligera Tanaka & Nagumo, 2002
- Cyclotella plitvicensis Hustedt, 1945
- Cyclotella plitviscensis Hustedt, 1945
- Cyclotella polymorpha Meyer & Håkansson, 1996
- Cyclotella praekutzingiana Mukhina, 1978
- Cyclotella praeminuta G.K. Khursevich in Khursevich & al., 2001
- Cyclotella praetermissa Lund, 1951
- Cyclotella pratii Toman, 1948
- Cyclotella pravissima Giffen, 1980
- Cyclotella prespanensis A.Cvetkoska, P.B.Hamilton, N.Ognjanova-Rumenova & Z.Levkov, 2014
- Cyclotella proshkinae Jousé & Mukhina, 1978
- Cyclotella pseudocomensis Scheffler, 1994
- Cyclotella pseudokansasica G.K.Khursevich & J.P.Kociolek, 2013 †
- Cyclotella pseudostelligera Hustedt, 1939
- Cyclotella pseudostriata Skvortzow, 1971
- Cyclotella pulchella L.W. Bailey, 1861
- Cyclotella pygmea Pantocsek, 1892
- Cyclotella quadricauda Kumsare, 1951
- Cyclotella quillensis Bailey, 1922
- Cyclotella radiata Brightwell, 1860
- Cyclotella radiatopunctata Pantocsek, 1892
- Cyclotella radiosa (Grunow) Lemmermann, 1900
- Cyclotella rectangula Brébisson ex Rabenhorst, 1853
- Cyclotella reczickiae Khursevich & Loginova, 1984
- Cyclotella regina Mann, 1907
- Cyclotella rheinholdii Reichelt, 1908
- Cyclotella rhomboideo-elliptica
- Cyclotella rhomboideoelliptica Skuja, 1937
- Cyclotella rohlenaae Pantocsek, 1909
- Cyclotella rossii Håkansson, 1990
- Cyclotella salina Marsson, 1901
- Cyclotella scaldensis Muylaert & Sabbe, 1996
- Cyclotella schambica
- Cyclotella schroeteri Lemmermann, 1900
- Cyclotella schroeteri auct. plur. according to Hustedt, 1928
- Cyclotella schuetii Schütt, 1899
- Cyclotella schumanni (Grunow) Håkansson, 1990
- Cyclotella schumannii (Grunow) Håk.
- Cyclotella schwindii O. Bock & W. Bock, 1953
- Cyclotella senezencis Ehrlich, 1968
- Cyclotella seratula Hohn & Hellerman, 1963
- Cyclotella servant-vildary
- Cyclotella servant-vildaryae Mukhina in Jousé & Mukhina, 1978
- Cyclotella servant-vildaryi V.V.Mukhina
- Cyclotella setigera Kisselev, 1930
- Cyclotella sevilleana Deby, 1884
- Cyclotella sexnotata Deby, 1884
- Cyclotella sexpunctata Deby ex Pelletan, 1889
- Cyclotella shanxiensis Xie & Qi, 1984
- Cyclotella shengxianensis Huang in Huang & Cai, 1984
- Cyclotella sinensis (Ehrenberg) Ralfs in Pritchard, 1861
- Cyclotella sjabatjakkensis Cleve-Euler, 1951
- Cyclotella socialis Schütt, 1899
- Cyclotella soluta Kützing
- Cyclotella spinosa Schumann, 1863
- Cyclotella stelligera Cleve & Grunow, 1882
- Cyclotella stelligeroides Hustedt, 1945
- Cyclotella stengella G.W. Prescott, 1979
- Cyclotella stoermeri G.K.Khursevich & J.P.Kociolek, 2013 †
- Cyclotella striata (Kützing) Grunow, 1880
- Cyclotella striata sensu auct. e. p. according to Hustedt, 1928
- Cyclotella stylorum Brightwell, 1860
- Cyclotella styriaca Hustedt Hub.-Pest., 1942
- Cyclotella subatomus Gasse, 1975
- Cyclotella substelligera H.P. Gandhi, 1998
- Cyclotella substylorum Archibald, 1966
- Cyclotella sudanensis (R.F.Bastow) G.Reid & D.M.Williams, 2008
- Cyclotella superba Fricke in Schmidt & al., 1900
- Cyclotella szakalensis Grunow in Pantocsek, 1886
- Cyclotella tataensis Palik, 1963
- Cyclotella temperei Brun in A. Schmidt, 1900
- Cyclotella tempereiformica G.K. Khursevich in Khursevich & al., 2001
- Cyclotella temperiana (Loginova) Loginova, 1989
- Cyclotella tenuistriata Hustedt, 1952
- Cyclotella terryana Tempère & Peragallo, 1909
- Cyclotella thienemannii Jurilj, 1954
- Cyclotella tibetana Hustedt, 1922
- Cyclotella torquatia Barron, 1975
- Cyclotella transylvanica Pantocsek
- Cyclotella trichonidea Economou-Amilli, 1982
- Cyclotella tripartita Håkansson, 1990
- Cyclotella umbilicata (Ehrenberg) Ralfs in Pritchard, 1861
- Cyclotella undata Kützing
- Cyclotella undulata (Ehrenberg) Ralfs in Pritchard, 1861
- Cyclotella undulata Bodeanu, 1976
- Cyclotella undulata Harting, 1852
- Cyclotella utahensis C.L.Graeff, J.P.Kociolek & S.R.Rushford, 2013
- Cyclotella vaetteri Cleve-Euler, 1951
- Cyclotella venusta (Ehrenberg) Ralfs in Pritchard, 1861
- Cyclotella virihensis Cleve-Euler, 1951
- Cyclotella vorticosa A.Berg, 1951
- Cyclotella widerkehrii Werner, 1960
- Cyclotella woltereckii Hustedt, 1942
- Cyclotella wuethrichiana Druart & Straub, 1988
- Cyclotella wulfiae Meyer & Håkansson, 1997